# 古斯塔沃·卡纳莱斯
古斯塔沃·卡纳莱斯（Gustavo Canales，1982年3月30日—），是一名出生于阿根廷的智利已退役职业足球运动员，司职前锋，最後效力于智利足球甲级联赛球队艾斯潘诺拉联合。

## 俱乐部生涯
卡纳莱斯出生于阿根廷，父亲是阿根廷人，母亲是智利人。他在拉普拉塔青年队接受专业足球训练，但没有获得留队机会，早期在数家阿根廷低级别联赛球队效力。
2007年，卡纳莱斯来到智利，加盟拉塞雷纳，2009年转投西班牙人联盟，表现非常出色，吸引了阿根廷豪门河床的注意。2010年初，河床宣布100万美元的身价买入卡纳莱斯70%的所有权，并和他签约至2013年 。但卡纳莱斯的表现让人失望，在2009/10赛季阿根廷秋季联赛中出场14次，仅进2球，赛季结束后即回到西班牙人联盟。回到智利赛场的卡纳莱斯在2010年下半年又有精彩表现，出场17次进球14个。2010年12月20日，智利大学宣布以创俱乐部历史纪录的120万美元身价签入卡纳莱斯。卡纳莱斯和智利大学签约一年 。2011年6月11日，卡纳莱斯在智利秋季联赛决赛中上演帽子戏法，帮助智利大学击败天主教大学，获得秋季联赛冠军。2011年12月，卡纳莱斯又和智利大学一起获得2011年美洲杯冠军，他在此次赛事中取得3个进球，其中最重要的一球是在半决赛对阵巴西球队瓦斯科达伽马打进的。
2012年2月11日，卡纳莱斯正式转会加盟中国足球超级联赛升班马大连阿尔滨，双方签订了一份为期三年的合同，转会费为260万美元。卡纳莱斯在2013赛季前段是球队的绝对主力，但在亚历山大·斯塔诺耶维奇接任球队主教练后出场时间逐渐减少，主力位置也被皮特·乌塔卡所取代。他对自己在球队的状况不满，并在夏季转会期离开球队，加盟阿根廷甲级联赛球队萨兰迪阿森纳。2013年，卡纳莱斯再次来到智利，加盟智利足球甲级联赛球队艾斯潘诺拉联合。

## 荣誉
- 智利大学
  - 智利足球甲级联赛：2010–11（秋季）
  - 南美杯：2011